# Saint-Christophe-sur-Guiers
Saint-Christophe-sur-Guiers è un comune francese di 775 abitanti situato nel dipartimento dell'Isère della regione dell'Alvernia-Rodano-Alpi.

## Società

### Evoluzione demografica
Abitanti censiti